# Калмикова Олександра Михайлівна
Олекса́ндра Миха́йлівна Калми́кова (уроджена Чернова; 26 грудня 1849 [7 січня 1850] Катеринослав — 1 квітня 1926, Дитяче Село, нині в межах Санкт-Петербургу) — громадська діячка та феміністка.

## Життєпис
Дочка Риндовської Олександри Якимівни, засновниці Маріїнської жіночої гімназії у Катеринославі, нині там розташовано НВК № 33 в Дніпрі.
Закінчила Маріїнське жіноче училище (з 1870 р — гімназія) в Катеринославі і отримала диплом вчительки. У 1868—1872 роках викладала там же. З 1869 Калмикова, взявши шлюб з Д. А. Калмиковим, який помер у званні сенатора цивільного касаційного департаменту (таємний радник), присвячує себе громадській діяльності спочатку в Сімферополі, потім в Харкові і Петербурзі.
У Харкові долучилася до гуртка, що групувався навколо щойно виниклого «Південного краю», в якому помістила ряд статей. Фейлетони Калмикової з єврейських питань, які друкувалися в «Південному краї», витримали два видання («Єврейське питання в Росії», 1881 і 1882).
У Харкові Калмикова взяла активну участь в заняттях створеної Христиною Алчевською жіночої недільної школи. Для книги «Що читати народу» склала декілька розділів з географії та історії.
У 1885 році переїхала до Санкт-Петербургу. Викладала в недільній школі піклування Імператорського порцелянового заводу по Шлісельбургському тракту (недільна школа В. П. Варгуніна, 1885-96, потім відсторонена від викладання). Була членкинею, а потім головою університетського гуртка з вивчення народної літератури братів Ольденбургів. Входила до редакції журналу «легальних марксистів» «Нове слово» і «Початок». З 1889 року в її родині жив Петро Бернгардовіч Струве, за спогадами Анни Єлізарової-Ульянової: «Струве виріс в її родині, — був у гімназійні роки її вихованцем і, як вона казала, був ближче до неї, ніж її власний син, що пішов іншим шляхом». У 1889 (90?) — 1901 роках створила і володіла книжковим складом в Петербурзі. Анна Єлізарова-Ульянова, згадувала про Калмикову: «У неї був в той час книжковий магазин (спогади відносяться до весни 1899 року)… який служив в деякому розумінні штаб-квартирою. Там можна було дізнатися про життя соціал-демократичних організацій, про всі зміни і виїмки, що відбулися в них. Перш за все, після приїзду в Пітер, забігаєш, бувало, в цей книжковий склад».

Виданий в 1890 каталог складу Калмикової був гарним посібником для укладання шкільних і народних бібліотек. У той же час Калмикова видає дві серії книг для народу, під заголовком: «Життя колись і тепер» і «Сили природи і праця людини». Спільно зі Львом Толстим брала участь в створенні книги «Грецький вчитель Сократ» (1886). Крім того, Калмикова помістила кілька статей в журналі «Русская школа» 1890–1893. Книги Калмикової витримали 20 видань. 

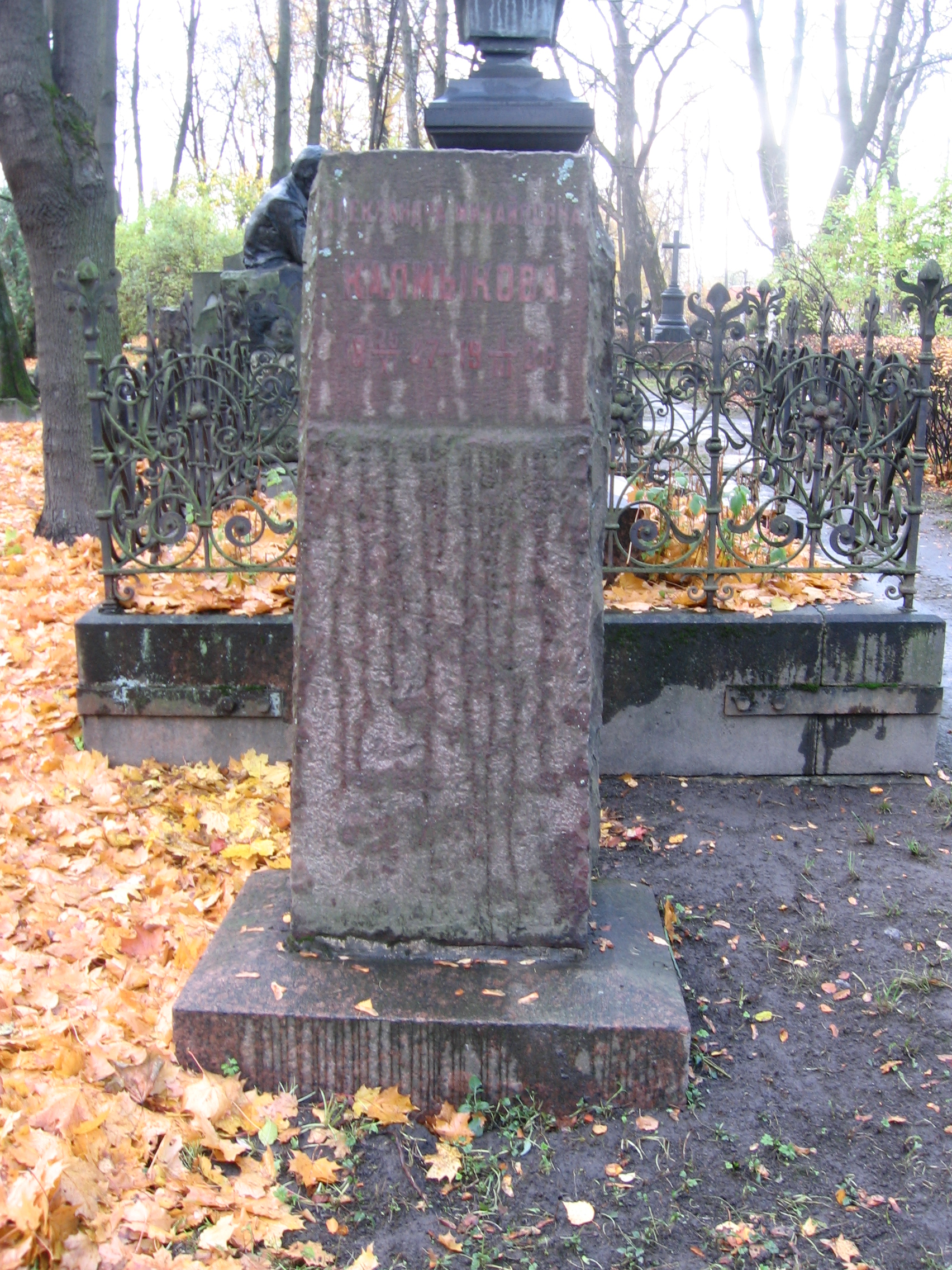
Надгробок Олександри Калмикової на Літераторських містках

"Олександра Михайлівна стояла дуже близько до перших марксистських організацій Петербурга, — згадувала Ганна Єлізарова-Ульянова, — надавала діяльні послуги нелегальним соціал-демократичним організаціям, головним чином «Союзу боротьби», і перебувала в курсі їх роботи. Всі перші члени «Союзу боротьби» — Радченко, Крупська, Якубова, Невзорова, народовольча організація — Книпович — були в тісному зв'язку з нею. Користуючись своїми зв'язками в суспільстві, вона влаштовувала квартири, склади, добувала гроші. У неї ж відбувалися перші засідання редакцій тодішніх легальних марксистських газет". Надавала грошову допомогу газеті «Іскра» і більшовикам.
У 1902 була вислана за кордон.
Читала лекції в Народному університеті Шанявського в Москві (1913-16).
Після Жовтневої революції працювала в системі Наркомосу, викладала в Педагогічному інституті імені К. Д. Ушинського.
Похована в Ленінграді на Літераторських містках Волковського цвинтаря.